# デトロイト川

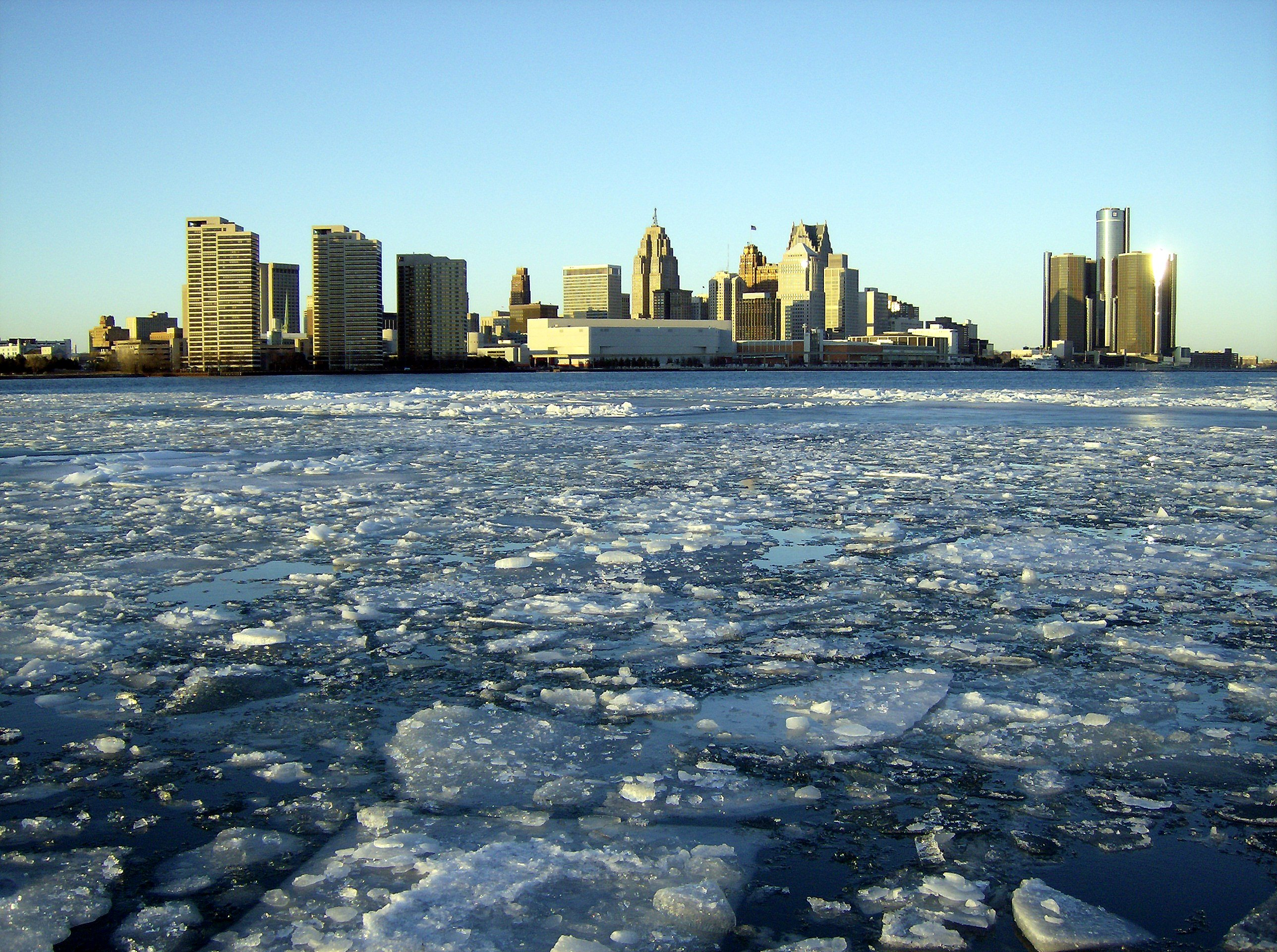
冬のデトロイト市街

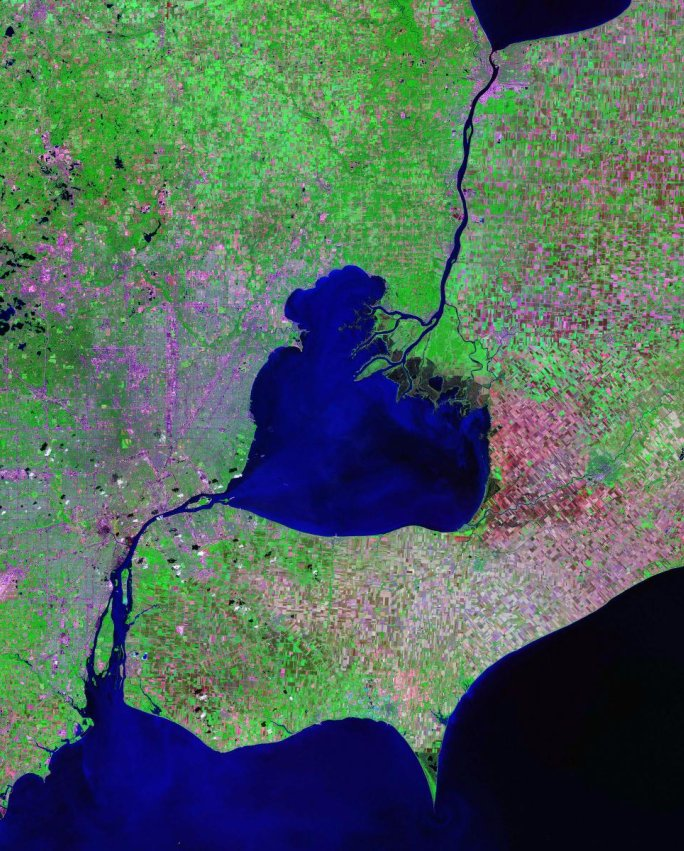
衛星画像。中央のセントクレア湖より下がデトロイト川。

デトロイト川（デトロイトがわ、Detroit River）は、北アメリカにある五大湖水系の全長約51kmの川である。デトロイト（Detroit）とはフランス語で海峡のことを意味する。セントクレア湖から流れ出しエリー湖へ注ぐ。

## 概要
カナダとアメリカの国境になっており、アンバサダー橋および自動車用と鉄道用の二つのトンネルがアメリカミシガン州のデトロイトとカナダオンタリオ州のウィンザーを結んでいる。
デトロイト川にはピーチ島、ベル島、ザグ島、ファイティング島、グロース島、ボワ・ブランク島がある。500万人以上の飲料水の供給源でもある。
下流部のグロース島南西部一帯のハンバグ沼地はハヤブサ、ハネビロノスリおよび水鳥とスズメ目の鳥類の生息地で、多くの魚類の産卵地と生育場でもある。2010年にラムサール条約登録地となった。